# Солодько, Николай Никитович
Николай Никитович Солодько — советский хозяйственный, государственный и политический деятель, Герой Социалистического Труда.

## Биография
Родился в 1925 году в селе Коньково. Член КПСС.
Участник Великой Отечественной войны, пекарь полевого автохлебзавода № 6 1-го механизированного корпуса на 1-м Украинском и 1-м Белорусском фронтах. С 1946 года — на хозяйственной, общественной и политической работе. В 1946—2000 гг. — связист, телефонист, ответственный работник, начальник Краматорского городского узла связи Министерства связи Украинской ССР, начальник узла связи города Краматорск Министерства связи Украины.
Указом Президиума Верховного Совета СССР от 2 апреля 1981 года присвоено звание Героя Социалистического Труда с вручением ордена Ленина и золотой медали «Серп и Молот».
Умер в Краматорске в 2014 году.